# Over (Seevetal)
Over – miejscowość w gminie Seevetal w powiecie Harburg, w niemieckim kraju związkowym Dolna Saksonia. Należy do gminy Seevetal od 1 lipca 1972 roku. Over liczy 1 411 mieszkańców (30.06.2008) i jest średniej wielkości miejscowością gminy.

## Położenie
Over leży w północno-wschodniej części gminy Seevetal bezpośrednio nad Łabą. W Over (na granicy z gminą Stelle) rzeka Seeve wpływa do Łaby.

## Przyroda
Rejon Seeve pomiędzy Hörsten a Over jest chronionym rezerwatem przyrody pod nazwą Dolne obniżenie Seeve (niem. Untere Seeveniederung). Tu jest wiele gatunków ptaków, znajdują się również bardzo duże wierzby białe i bardzo stare głogi.